# Khao Phing Kan
Khao Phing Kan, thailändska เขาพิงกัน, också kallad Ko Khao Phing Kan (เกาะเขาพิงกัน), är en ö i provinsen Phang Nga, i Thailand. Khao Phing Kan och omgivande öar består av karsttorn av kalksten. Ön ingår i Ao Phang Ngas nationalpark. 40 meter från ön ligger den 20 meter höga karstön Ko Ta Pu (เกาะตาปู) eller Ko Tapu. 

## Etymologi
Khao Phing Kan betyder "kullar som lutar sig mot varandra" på thai. Ko Ta Pu betyder bokstavligen "Krabbans öga" och namnvarianten Ko Tapu kan översättas "spikön" vilket ganska väl beskriver den lilla öns utseende.
Med "ko" (เกาะ) som betyder "ö" och "khao" (เขา) som betyder "berg" eller "kulle", används ko, khao och Ko Khao omväxlande i namnen för öarna I området. Efter 1974 har Khao Phing Kan och Ko Ta Pu blivit förknippade med James Bond, eftersom de förekom i filmen Mannen med den gyllene pistolen. Både huvudön och den lilla klippön får därför numera ofta heta ”James Bond-ön”.

## Geografi
1981 blev Khao Phing Kan naturskyddat som del i den marina nationalparken Ao Phang Ngas nationalpark. Sedan 1998 är det förbjudet att närma sig klippön Ko Ta Pu med turistbåt. Detta för att minska risken för erosion, som på sikt kommer att få klippön att rasa i havet.

### Khao Phing Kan
Khao Phing Kan består av två skogklädda öar med branta kustlinjer. De ligger i den nordvästra delen av Phang Nga-viken, ungefär 6 kilometer från fastlandet.Den västra delen av ön är 130 m i diameter och den östra 240 m lång och 140 m bred. Tidvattnet har står påverkan på ön, med växlingar på ungefär 3 meter, vilket gör att stränder och grottor regelbundet svämmas över.
Havet runt ön är grunt, bara några meter djupt och ljusgrönt till färgen. Botten är täckt med sediment från flera av floderna i norr.

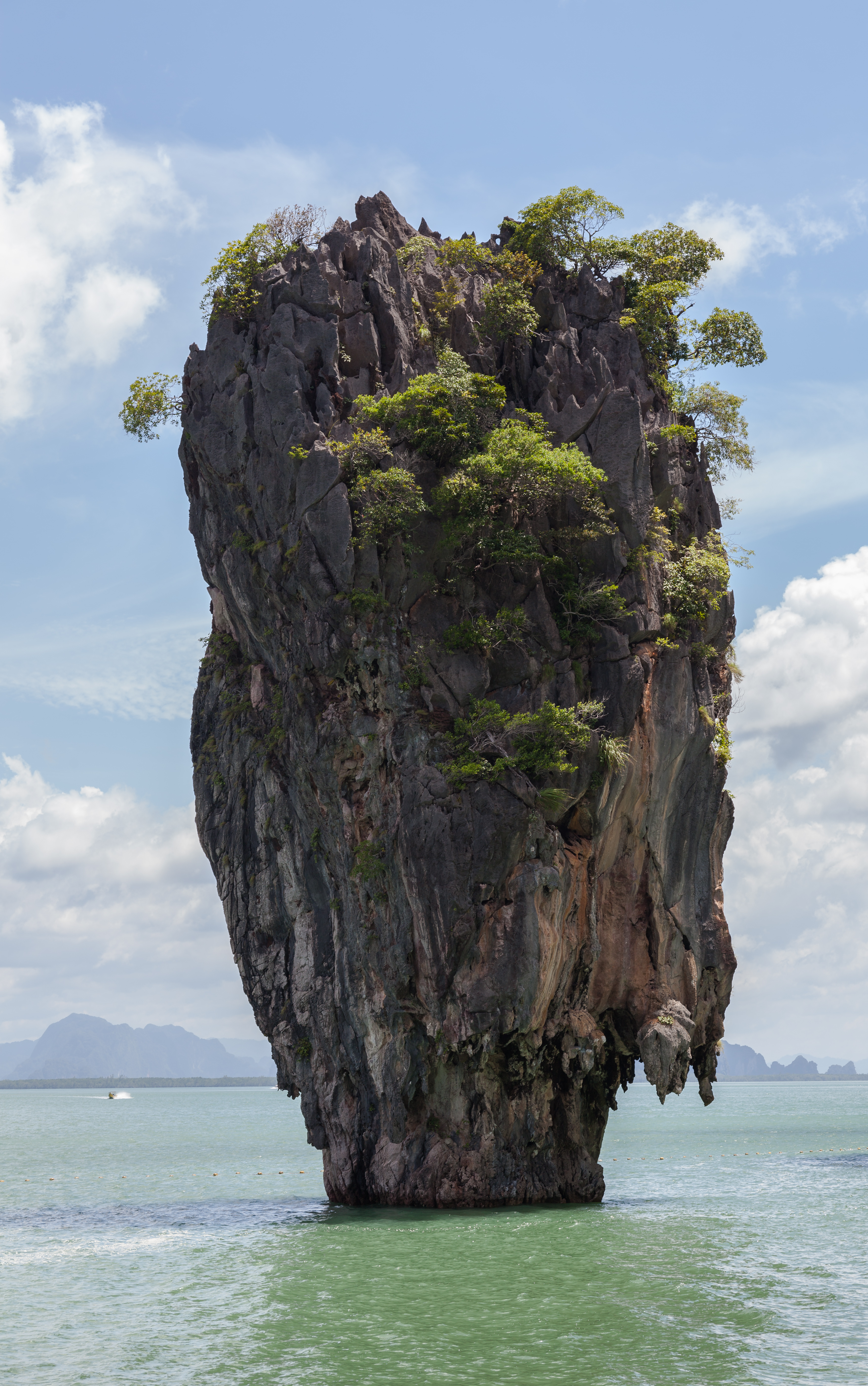
Ko Ta Pu.

### Ko Ta Pu
Ko Ta Pu är en kalkstensklippa som är ungefär 20 meter hög. Den ligger 40 meter väster om Khao Phing Kan.
En lokal sägen berättelse om Ko Ta Pus tillblivelse: Det var en gång en fiskare som hade god fiskelycka och alltid bärgade stora fångster. Men en dag uteblev fiskelyckan och det enda han fick upp med näten var en spik. Han slängde tillbaka den i havet, bara för att fiska upp den igen. Till sist var han så ifrån sig, att han drog sitt svärd och delade spiken på mitten. Den ena halvan flög iväg och bildade Ko Ta Pu.
En vetenskaplig version av berättelse är att det fanns ett korallrev i området under Perm-perioden. På grund av tektoniska rörelser i jordskorpan bröts korallrevet upp och med tiden eroderade vatten, vågor och vindar revet, så att bara Ko Ta Pu återstår.
1974 kom Ko Ta Pu att bli förknippad med James Bond, när den förekom i filmen Mannen med den gyllene pistolen. Bond-skurken  Scaramanga beskriver ön som en “svampformad klippa”.
Ko Ta Pu dyker även upp i Bond-filmen Tomorrow Never Dies (1997), men placeras då i Vietnam, och i den italienska filmen Quo Vado?, där den placeras i Filippinerna.

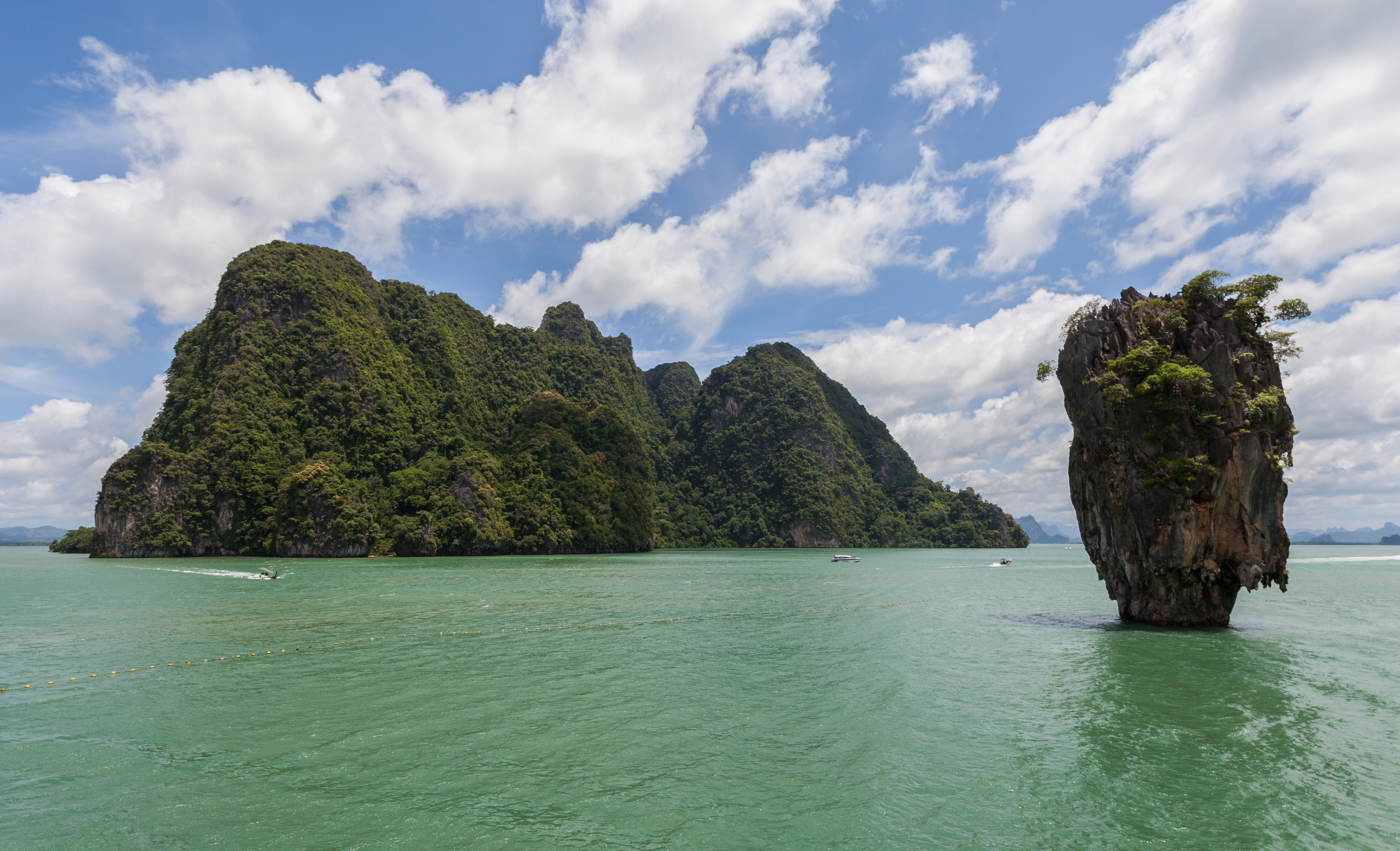
Khao Phing Kan och Ko Ta Pu.

## Klimat
Det tropiska klimatet i Thailand är ett sommarmonsunklimat, med kraftiga monsunregn från maj till oktober och torrtid från oktober till maj. Det är svalast i slutet av regntiden och början på torrtiden. I slutet av torrtiden kan det vara 34–37 grader varmt.